# II Liceum Ogólnokształcące im. Gustawa Morcinka w Rudzie Śląskiej
II Liceum Ogólnokształcące im. Gustawa Morcinka w Rudzie Śląskiej – publiczna szkoła średnia w Rudzie Śląskiej w dzielnicy Wirek.

## Historia
- 1 września 1933 Otwarcie Państwowego Gimnazjum Koedukacyjnego w Nowej Wsi.
- 1 września 1937 Otwarcie liceum i zmiana nazwy na Państwowe Liceum i Gimnazjum Koedukacyjne w Nowej Wsi.
- 1938 Patronem szkoły został Jan Kasprowicz.
- 1 września 1939 Wybuch II wojny światowej przerwał działalność Państwowego Liceum i Gimnazjum Koedukacyjnego im. Jana Kasprowicza w Nowej Wsi. W czasie wojny zaginęła większość dokumentacji szkoły. Zostały zniszczone prawie wszystkie polskie książki z biblioteki szkolnej.
- 21 marca 1945 Inauguracja skróconego roku szkolnego, pierwszego po wojnie.
- 1948 Państwowe Liceum i Gimnazjum zostało przekształcone w Szkołę Ogólnokształcącą Stopnia Licealnego w Wirku.
- 1954 Utworzenie Szkoły Podstawowej i Liceum Ogólnokształcącego w Nowym Bytomiu.
- 1963 Powstanie II Liceum Ogólnokształcącego w Rudzie Śląskiej. Liceum przyjęło imię Gustawa Morcinka.
- 1969 Powstanie pierwszego oddziału profilowanego w Polsce-profil matematyczno-informatyczny.
- 2 września 1974 Otworzenie nowego gmachu szkoły, przy ulicy Alojzego Jankowskiego.
- 1985 Utworzenie w szkole z pierwszych pracowni komputerowych w Polsce.
- 17 marca 1986 Dekoracja sztandaru Złotą Odznaką Zasłużonemu w Rozwoju Województwa Katowickiego.
- 1 stycznia 2000 Utworzenie Zespołu Szkół Ogólnokształcących nr 2 im. Gustawa Morcinka, w skład którego wchodzą II Liceum Ogólnokształcące i Gimnazjum nr 12[1].

## Dyrektorzy
- mgr Jan Blaut (1934–1946)
- mgr Eugeniusz Balicki (1946–1950)
- mgr Włodzimierz Krzyżak (1950–1952)
- mgr Antoni Stebelski (1952–1957)
- mgr Piotr Kokoryk (1957–1960)
- mgr Eugeniusz Balicki (1960–1962)
- mgr Stanisław Czulak (1962–1991)
- mgr Maria Wolny (1991–2008)
- mgr Aleksander Porębski (od 2008)

## Znani absolwenci
- abp Wiktor Skworc – arcybiskup senior archidiecezji katowickiej.
- prof. dr hab. Aleksander Błaszczyk – wykładowca Uniwersytetu Śląskiego.
- prof. dr hab. Walerian Zientek – fizyk.
- prof. zw. dr hab. Jerzy Szydłowski – historyk, archeolog.
- dr hab. Adolf Szołtysek – filozof języka.
- Andrzej Stania – były prezydent miasta Ruda Śląska.
- ks. prof. dr hab. Joachim Kondziela – socjolog, Dziekan Wydziału Nauk Społecznych Katolickiego Uniwersytetu Lubelskiego.
- ks. prof. dr hab. Henryk Krzysteczko – kierownik Zakładu Katechetyki, Pedagogiki Chrześcijańskiej i Katolickiej Nauki Społecznej Uniwersytetu Śląskiego.
- Maciej Bakes – dziennikarz Radia Katowice[2].
- dr Wojciech Fijałkowski - pedagog specjalny, socjolog, terapeuta[3].